# اوتاروو
اوتاروو (به لاتین: Utarovo) یک منطقهٔ مسکونی در روسیه است که در باشقیرستان واقع شده‌است.